# Sutton in the Elms
Sutton in the Elms – wieś w Anglii, w hrabstwie Leicestershire, w dystrykcie Harborough. Leży 13 km na południowy zachód od miasta Leicester i 138 km na północny zachód od Londynu.